# Ezechiel Banzuzi
Ezechiel Banzuzi (* 16. Februar 2005) ist ein niederländisch-kongolesischer Fußballspieler. Der Mittelfeldspieler spielt bei RB Leipzig und ist niederländischer Jugend-Nationalspieler.

## Karriere

### Verein
Ezechiel Banzuzi spielte bei VVGZ, bevor er im Jahr 2016 im Alter von elf Jahren in die Jugendabteilung von NAC Breda wechselte. Am 26. Oktober 2021 gab Banzuzi im Alter von 16 Jahren beim Spiel im KNVB-Beker gegen VVV-Venlo, welches NAC Breda nach Elfmeterschießen gewann, sein Pflichtspieldebüt für die Profimannschaft. In der Folgezeit kam er im Ligaalltag öfters zum Einsatz und absolvierte insgesamt 20 Einsätze, wobei er in neun Partien das Startelfmandat besaß. NAC Breda qualifizierte sich für die Auf-und-Abstiegs-Play-offs, wo sie in der ersten Runde gegen ADO Den Haag ausschieden. Auch in der Folgesaison qualifizierte sich Ezechiel Banzuzi mit dem Verein aus Breda für die Auf-und-Abstiegs-Play-offs, wo sich der Verein zunächst in der ersten Runde gegen MVV Maastricht durchsetzen konnte, allerdings dann gegen den FC Emmen ausschied. In der regulären Saison kam er in 31 Partien zum Einsatz und trug mit fünf Toren und vier Vorlagen zu der Qualifikation für die Ausscheidungsspiele bei.
In der Sommerpause 2023 wechselte Banzuzi nach Belgien zu Oud-Heverlee Löwen, wo er einen Vertrag für drei Saisons unterschrieb. Im Sommer 2025 wechselte er zum deutschen Bundesligisten RB Leipzig und unterschrieb dort einen Vertrag bis 2030.

### Nationalmannschaft
Banzuzi spielte neunmal für die niederländische U-17-Nationalmannschaft. Er kam bei der U-17-Fußball-Europameisterschaft 2022 in den drei Gruppenspielen und im Viertelfinale zum Einsatz; die Mannschaft wurde Vize-Europameister. Seit September 2022 spielt er für die U-18-Junioren.